# Maculinea magnifica
Maculinea magnifica är en fjärilsart som beskrevs av Heydemann 1910. Maculinea magnifica ingår i släktet Maculinea och familjen juvelvingar. Inga underarter finns listade i Catalogue of Life.